# Pardoglossum
Genre
Classification phylogénétique
Le genre Pardoglossum regroupe 4 ou 5 espèces de plantes herbacées de la famille des Boraginacées originaires de l'ouest du bassin méditerranéen. Une seule espèce est présente en Europe, la cynoglosse à feuilles de giroflée (Pardoglossum cheirifolium).

## Liste des espèces
- Pardoglossum atlanticum (Pit.) Barbier & Mathez
- Pardoglossum cheirifolium (L.) Barbier & Mathez - Cynoglosse à feuilles de giroflée
- Pardoglossum lanatum (L.) Barbier & Mathez, synonyme de Cynoglossum mathezii Greuter & Burdet[1] - Cynoglosse de Mathez
- Pardoglossum tubiflorum (Murbeck) Barbier & Mathez
- Pardoglossum watieri (Batt. & Maire) Barbier & Mathez